# Syukri Noorhaizam
Syukri Noorhaizam (* 14. Dezember 1999 in Singapur), mit vollständigen Namen Muhammad Syukri Bin Noorhaizam, ist ein singapurischer Fußballspieler.

## Karriere
Syukri Noorhaizam erlernte das Fußballspielen in der Jugendmannschaft von Home United. Von 2018 bis 2019 stand er bei Tanjong Pagar United unter Vertrag. 2020 wurde er von Balestier Khalsa verpflichtet. Der Verein spielte in der ersten Liga, der Singapore Premier League. Sein Debüt in der ersten Liga gab er am 7. März 2020 im Spiel gegen Albirex Niigata (Singapur). Hier wurde er in der 81. Minute für Hazzuwan Halim eingewechselt. Vom 1. August 2020 bis 20. August 2022 leistete Noorhaizam seinen Militärdienst. Nach der kehrte er zu Balsestier zurück.